# Modern Auto
Modern Auto (chiń. upr. 摩登汽车) – chiński producent elektrycznych samochodów osobowych z siedzibą w Szanghaju działający od 2019 roku.

## Historia
Startup Modern Auto został założony w 2019 roku w Szanghaju przez chińskiego przedsiębiorcę Liu Xina, obierając za cel rozwój samochodów elektrycznych na dynamicznie rozwijającym się w Chinach rynku pojazdów o takim napędzie, tzw. New Energy Vehicles. Pierwsze rezultaty prac nad samochodem marki Modern przedstawiono w formie fotografii oraz wstępnej specyfikacji technicznej w październiku 2020 roku, nazywając go wstępnie Modern A.
Produkcyjny model, jako w pełni elektryczny kompaktowy hatchback, pod nazwą Modern IN zadebiutował na wewnętrznym rynku chińskim w maju 2021 roku. Seryjna produkcja i dostawy egzemplarzy rozpoczęły się w drugiej połowie 2021 roku, z kolei dzięki zatrudnieniu ponad 200 osób i dostatecznej wówczas płynności finansowej startup planował poszerzyć ofertę modelową, a także rozpocząć sprzedaż na zagranicznych rynkach – na czele z Europą i Ameryką Północną. Na początku 2024 roku Modern Auto wyeksportowało pierwszą partię swoich samochodów do Meksyku.

## Modele samochodów

### Historyczne
- IN